# Pateras d'Anning
Anning Paterae
Pour les articles homonymes, voir Anning.
Les pateras d'Anning (désignation internationale : Anning Paterae) est des pateras situées sur Vénus dans le quadrangle de Fortuna Tessera. Elles ont été nommées en référence à Mary Anning, paléontologue anglaise (1799–1847).